# Trastornos del equilibrio ácido-base
Los trastornos del equilibrio ácido base son aquellos que afectan el balance ácido-base normal y que causa como consecuencia una desviación del pH sanguíneo. Existen varios niveles de gravedad, algunos de los cuales pueden resultar en la muerte del sujeto.
En términos generales podemos decir que las acidosis se dan por un aumento de componentes ácidos o por pérdida de bases. En forma inversa un estado de alcalosis se puede generar por ganancia de base o perdida de ácidos
| ESTADO    | ÁCIDOS                                  | BASES               | PH        |
| --------- | --------------------------------------- | ------------------- | --------- |
| ACIDOSIS  | AUMENTAN (CO2; HCl, Lactato; Cetónicos) | DISMINUYEN          | Disminuye |
| ALCALOSIS | DISMINUYEN                              | AUMENTAN (HCO3 NH3) | Aumenta   |

## Clasificación
Al exceso de ácido se le llama acidosis (tiene un pH inferior a 7,35) y un exceso en las bases se llama alcalosis (pH superior a 7,45). El proceso que hace un desequilibrio en la acidéz sanguínea es clasificada en función de la etiología de la alteración (bien sea respiratoria o metabólica) y la dirección del cambio en el pH (acidosis o alcalosis). Esto produce los siguientes cuatro procesos básicos:
| Proceso                | pH   | dióxido de carbono | Compensación                                             |
| Acidosis metabólica    | baja | baja               | Hiperventilación (aumento de la frecuencia respiratoria) |
| Acidosis respiratoria  | baja | sube               | Aumento de la excreción renal de H+                      |
| Alcalosis metabólica   | sube | sube               | Hipoventilación                                          |
| Alcalosis respiratoria | sube | baja               | Aumento de la excreción renal de CO3H−                   |

### Acidosis metabólica
En la acidosis metabólica, el CO3H- arterial sistémico cae por debajo de los 22 mEq/L. Este descenso produce disminución del pH. En tres situaciones pueden disminuir el CO3H- en sangre: 1) pérdida real de CO3H- como en una diarrea severa o en una disfunción renal; 2) acumulación de un ácido distinto del H2CO3, Como en la cetosis; 3) falla en los riñones para excretar H+ proveniente del metabolismo de las de las proteínas de la dieta. Si el trastorno no es muy grave, la hiperventilación ayuda a llevar el pH al rango normal.

### Acidosis respiratoria
La característica de la acidosis respiratoria es la pCO2 anormalmente alta en la sangre arterial, por encima de 45 mm Hg. La espiración inadecuada de CO2 produce la caída del pH sanguíneo.

### Alcalosis metabólica
En la alcalosis metabólica, el HCO3- arterial sistémico sube encima de los 26 mEq/L. La pérdida no respiratoria de los ácidos o la ingesta excesiva de fármacos alcalinos elevan el pH por encima de los 7,45. El vómito excesivo puede originar una pérdida importante de HCl, y esta es la causa más frecuente de alcalosis metabólica. La compensación respiratoria a través de la hipoventilación puede llevar al pH hacia el rango normal. (7,35 - 7,45).

### Alcalosis respiratoria
En la alcalosis respiratoria la pCO2 arterial cae por debajo de los 35 mm Hg. La causa de la caída de pCO2 es la hiperventilación.

### Trastornos mixtos
La presencia de solo uno de los trastornos ya mencionados se conoce como trastorno ácido-base simple. En un trastorno mixto se ven la producción de más de uno de los desequilibrios ácido-base al mismo tiempo. Los trastornos mixtos puede presentarse con una acidosis y alcalosis conjuntamente que se contrarresten parcialmente entre sí, o puede haber dos condiciones diferentes con un efecto sobre el pH en la misma dirección. La frase "acidosis mixta", por ejemplo, se refiere a la acidosis metabólica en asociación con una acidosis respiratoria. Cualquier combinación es posible, salvo la acidosis respiratoria y alcalosis respiratoria concurrentes, ya que una persona no puede respirar demasiado rápido y demasiado lento al mismo tiempo.

### Cálculo del desequilibrio ácido-base
El enfoque tradicional para el estudio de la fisiología ácido-base ha sido el enfoque empírico. Las variantes principales se basan en el cálculo del exceso de base y del bicarbonato. El enfoque cuantitativo introducido por Peter A. Stewart en 1978 es el más reciente.

## Etiología
Hay múltiples razones por las que se puede ocurrir cada uno de los cuatro procesos ácido-base aberrantes. Cómo se mostró arriba, las alteraciones ácido base se dan cuando la proporción entre ácidos y bases en el cuerpo humano se altera.  
Aumento o disminución de los componentes ácidos del cuerpo humano
1. Retención de dióxido de carbono (e.g dificultad respiratoria)
2. Eliminación de Dióxido de carbono en exceso (e.g hiperventilación o suministro de O2 terapéutico.
3. Exceso ácido estomacal
4. Producción de ácidos no volátiles del metabolismo de las proteínas y otras compuestos orgánicos.
  - Cuerpos cetónicos (e.g metabolismo de Ácidos grasos)
  - Ácido láctico por hipoxia tisular deficiente Perfusión tisular, o baja Saturación de oxígeno. Las células tumorales tienen preferencia por el metabolismo anaerobio, basada en la fermentación láctica. Este fenómeno es una de las adaptaciones que presentan las células tumorales, también se conoce como Efecto Crabtree.
5. Ingesta de ácidos o precursores de ácidos.
  - Intoxicación con Etanol. El metabolismo hepático y microsomal convierten el etanol en Acetaldehído y en Ácido acético.
  - Intoxicación con Metanol. El metbaolismo hempatico y y microsomal convierten el metanol en Formaldehído y Ácido fórmico.
  - El metabolismo de medicamentos como salicilatos, metformina, antiretrovirales, también generan metabolitos ácidos.
6. Pérdida de ácido por el vómito o la orina

Aumento o disminución de los componentes básicos o alcalinos del cuerpo humano
1. Exceso de producción de bicarbonato pancreático
2. Aumento del catabolismo renal de proteínas y aminoácidos lo cual aumenta la producción de NH3 (base)
3. Pérdida de bicarbonato en las heces o la orina. En la Acidosis tubular renal proximal (ATR Tipo II), en la cual no se reabsorbe el bicarbonato, lo cual conlleva a la pérdida urinaria de este.

## Diagnóstico
En este análisis se miden las presiones del CO2 y el O2 (por esto la prueba es llamada análisis de gases arteriales), además se mide el bicarbonato HCO3-. Para el cálculo del pH se utilizan la concentración de bicarbonato (en mmol/litro) y la presión parcial de CO2 (pCO2 en mmHg). 

## Compensación metabólica
El equilibrio ácido-base en el cuerpo está estrechamente regulado. Existen varios agentes «búfer» los cuales se unen de forma reversible a los iones de hidrógeno para impedir cualquier cambio en el pH sanguíneo. Estos amortiguadores químicos se localizan en los espacios intra y extracelulares, y amortiguan la intensidad de los cambios súbitos del equilibrio ácido-base. íntimamente relacionada con el sistema de amortiguadores celulares está la compensación respiratoria y la excreción renal del exceso de ácidos.
Los búfer del espacio extracelular incluyen el bicarbonato y el amoníaco, mientras que las proteínas y el fosfato actúan como amortiguadores intracelulares. 
Aunque la fisiología renal tiene varios mecanismos de gran alcance para el control del pH mediante la excreción de exceso de ácido o base, los riñones son más lentos para compensar los cambios ácido-base. La compensación metabólica de los trastornos respiratorios tarda de 6 a 12 horas en empezar y no es máxima hasta días o semanas después. En respuesta a la acidosis, las células tubulares reabsorben más bicarbonato del fluido tubular, las células del túbulo conductor secretan más hidrógeno a la orina y generan más bicarbonato y además, la producción de amoníaco conduce a una mayor formación de NH3. En respuesta a la alcalosis, el riñón puede excretar más bicarbonato por disminución de la secreción de iones hidrógeno de las células epiteliales tubulares, y reducir las tasas de metabolismo de la glutamina y la excreción de iones amonio.

## Compensación respiratoria
El sistema tampón del bicarbonato/Ácido carbónico es especialmente clave, siendo que el dióxido de carbono (CO2) puede desplazarse formando ácido carbónico (H2CO3) el cual produce los iones de hidrógeno y bicarbonato (HCO3-) como se muestra en la siguiente reacción:
{\displaystyle {\ce {CO_2 + H_{2}O <=>[AC] H_{2}CO_{3}<=>>[Kd=2,5x10^{-4}] H^+ + HCO_3^-}}}

Formación del ácido carbónico. El ácido carbónico se forma por la reacción entre el CO_{2}y el H_{2}O, catalizada por la enzima anhidrasa carbónica. 1. un hidrogenion ataca a un oxígeno, Formando un grupo OH y 2. dejando un electrón libre, al que 3. se une un grupo hidroxilo, completando la molécula de H_{2}CO_{3}

En la primera parte de la ecuación el CO2 y el H2O se convierten en ácido carbónico, en una reacción catalizada por la anhidrasa carbónica, esta reacción ocurre cuando los eritrocitos recogen el CO2 en los tejidos. Cuando los eritrocitos llegan al pulmón la anhidrasa reversa la reacción y convierte el ácido carbónico en CO2 para que pueda ser eliminado.
La segunda parte es el equilibrio químico que se genera entre el ácido carbónico (H2CO3) y el bicarbonato (HCO3-)
Dado que esta reacción química es un equilibrio químico, se rige por el Principio de Le Châtelier, que establece que la reacción se mueve hacia los productos o reactivos paran mantener el equilibrio. Es decir, si aumenta el CO2, aumenta la producción de ácido, es por esto que la retención de ácido genera acidosis. 
Los trastornos ácido-base se pueden compensar a corto plazo mediante la variación del tipo de ventilación. Esto altera la concentración de dióxido de carbono en la sangre, desplazando la reacción anterior de acuerdo con el Principio de Le Châtelier que a su vez altera el pH hacia la normalidad.
Por ejemplo, si el pH de la sangre baja demasiado (acidemia), el cuerpo compensará mediante el aumento de la frecuencia de la respiración, la expulsión de CO2, y el consecuente cambio de la anterior reacción hacia la izquierda, por lo tanto el bicarbonato funciona como aceptor de hidrogeniones para convertirse en ácido, por lo tanto el pH se elevará. Para la alcalosis ocurre lo contrario. La compensación respiratoria de los trastornos metabólicos es más rápida, aunque no es máxima hasta 12-24 horas.